# McRae Williams
McRae Williams, né le 23 octobre 1990, est un skieur acrobatique États-Unis.

## Biographie
Il fait ses débuts en Coupe du monde en  en septembre 2012 à Ushuaia et obtient son premier podium en février 2015 au slopestyle de Park City. En janvier 2017, il remporte le slopestyle de Font-Romeu. Il remporte plus tard dans l'hiver le titre de champion du monde de slopestyle et la médaille d'argent aux X Games en slopestyle. Il est éliminé en qualifications aux Jeux olympiques d'hiver de 2018 avec la quinzième position.

## Palmarès

### Jeux olympiques
| Édition/Discipline     | Slopestyle |
| JO 2018 (Pyeongchang ) | 15e        |

### Championnats du monde
| Édition/Discipline             | Slopestyle |
| Mondiaux 2017 (Sierra Nevada ) | Or         |

### Coupe du monde
- 1 petit globe de cristal :
  - Vainqueur du classement slopestyle en 2017.
- 4 podiums en slopestyle dont 1 victoire.